# 김민규 (바둑 기사)
김민규(金旼奎, 2001년 8월 26일 ~ )는 대한민국의 바둑 기사이다.

## 약력
경기도 군포 출신으로 전주 강종화 바둑도장에서 바둑을 배웠다. 2012년 한화생명배 5,6학년부에서 우승을 차지했고, 2015년 8월 제3회 지역영재입단대회를 통해 입단했다. 2016년 합천군 초청 하찬석 국수배 영재바둑대회에 출선하여 본선 8강에 진출했다.